# Crocothemis sanguinolenta
Crocothemis sanguinolenta é uma espécie de libelinha da família Libellulidae.
Pode ser encontrada nos seguintes países: África do Sul, Angola, Botswana, Camarões, República Centro-Africana, Chade, República Democrática do Congo, Costa do Marfim, Egipto, Etiópia, Gana, Guiné, Libéria, Madagáscar, Malawi, Mali, Moçambique, Namíbia, Nigéria, Quénia, São Tomé e Príncipe, Serra Leoa, Somália, Sudão, Tanzânia, Togo, Uganda, Zâmbia, Zimbabwe e possivelmente em Burundi.
Os seus habitats naturais são: florestas secas tropicais ou subtropicais, florestas subtropicais ou tropicais húmidas de baixa altitude, matagal árido tropical ou subtropical, matagal húmido tropical ou subtropical, rios, rios intermitentes, áreas húmidas dominadas por vegetação arbustiva, marismas de água doce e marismas intermitentes de água doce.